# MacSoft
MacSoft war ein US-amerikanischer Computerspieleverlag, der sich auf die Plattform Mac OS spezialisierte.

## Geschichte
MacSoft wurde 1993 von Peter Tamte als Tochterunternehmen von WizardWorks gegründet und spezialisierte sich auf die Entwicklung von Computerspieleportierungen von Microsoft Windows auf Mac OS. 1996 wurde WizardWorks von GT Interactive übernommen, wobei WizardWorks und MacSoft in verschiedene Betriebsarten aufgeteilt wurden. Am 30. Januar 2003 wurde MacSoft von Destineer übernommen und der Gründer Peter Tamte übernahm erneut die Leitung des Unternehmens. 2011 wurde das Studio durch Destineer geschlossen.

## Spiele (Auswahl)
- Age of Empires
- Age of Empires II
- Age of Empires III
- Age of Mythology
- Civilization
- Deadlock: Planetary Conquest
- Duke Nukem 3D
- Fallout
- Halo: Combat Evolved
- Master of Orion II: Battle at Antares
- Max Payne
- Myth III: The Wolf Age
- Neverwinter Nights
- Quake
- Railroad Tycoon
- Tom Clancy’s Rainbow Six
- Rise of Nations
- Tropico 2
- Unreal
- Unreal Tournament 2004
- Zoo Tycoon